# MTV 1879 München
MTV 1879 München is een Duitse sportclub uit de stad München. De club is actief in vier sportcategorieën: balsport (badminton, basketbal, handbal, prellball, voetbal en volleybal), individuele sport (fitness, gezelschapsdans, gymnastiek, klimsport, schermen, turnen), outdoorsport (atletiek, hockey, kanovaren, tennis en wandelen) en vechtsport (boksen, judo en karate)

## Geschiedenis
Op 29 juni 1879 richtten vier turners de club op. Zij waren voorheen lid van TV 1860 München. In 1879 werd de club lid van de Beierse turnbond. In de loop der jaren kreeg de club meerdere afdelingen: schermen (1880), zingen (1880), voetbal (1898), slagball, vuistbal, worstelen, ijshockey (1900), hockey, atletiek (1910). 
In de Eerste Wereldoorlog kwamen meer als 700 leden om. Een aantal afdelingen werden ontbonden en sommigen later weer opgericht: handbal (1920), boksen en jiu jitsu (1926), hockey (1928), tennis en tafeltennis (1937), badminton (1956), gewichtheffen (1966), karate (1967), tennis (1969), dansen (2000) en volleybal (2004).
In 2009 telde de club 7.000 leden en is daarmee de grootste sportvereniging van de stad.

### Voetbal
Op 27 februari 1900 vond een algemene vergadering plaats in de herberg Bäckerhöfl. De verdere ontwikkeling van het voetbal stond op het programma en er werd besloten om zich niet aan te sluiten bij de Zuid-Duitse voetbalbond. Dit zorgde voor onenigheid bij enkel leden en om 21u30 stapten elf mannen op en gingen naar het restaurant Gisela, waar ze nog diezelfde avond FC Bayern München uit de grond stampten. In 1902 was er een eerste officieus kampioenschap van de stad München. Buiten MTV namen ook FC Bayern, 1. Münchner FC 1896 en FC Bavaria 1899 München deel, MTV werd derde. Vanaf 1903 speelde de club in de Opper-Beierse competitie (later Zuid-Beierse competitie). Na twee titels van Bayern werd de club voor het eerst kampioen in 1905/06. De club verzaakte echter aan een verdere deelname aan de eindronde. Het volgende jaar eindigde MTV samen met Bayern gelijk en MTV mocht naar de Zuid-Duitse eindronde waar ze meteen verslagen werden door 1. FC Nürnberg. Na één jaar onderbreking won de club opnieuw de titel en opnieuw was Nürnberg de tegenstander in de eindronde. Na een 4:3 overwinning volgde een 3:0 nederlaag en omdat er niet met doelsaldo gewerkt werd vond er een derde wedstrijd plaats die Nürnberg met 1:5 won. Vanaf 1909 speelde de club in de Ostkreisliga. De club werd tweede in de groep achter Bayern en plaatste zich voor de finalegroep met vier teams, waar ze derde werden. De volgende jaren eindigde de club in de middenmoot. Tijdens de Eerste Wereldoorlog werd er minder gespeeld. Na de oorlog ging de club opnieuw in de Zuid-Beierse competitie spelen. Na twee jaar werd de Zuid-Beierse competitie onderdeel van de Beierse competitie. De competitie werd twee jaar op rij telkens gehalveerd qua aantal clubs en nadat ze de eerste schifting overleefden moest de club in 1922/23 een stap terugzetten. De club slaagde er niet meer in te promoveren, ook na de herinvoering van de Zuid-Beierse competitie in 1927 kon de club niet meer op het hoogste niveau spelen.  
Intussen is de club weggezakt in de anonimiteit van de laagste reeksen.

#### Erelijst
Kampioen Zuid-Beieren
1906, 1907, 1909